# Temporada de huracanes en el Atlántico de 1981
La temporada de huracanes en el Atlántico de 1981 comenzó oficialmente el 1 de junio de 1981, y se prolongó hasta el 30 de noviembre de 1981. Estas fechas convencionalmente delimitan el período de cada año, cuando la mayoría de ciclones tropicales se forman en la cuenca atlántica. La temporada 1981 fue de una actividad alta; con 18 depresiones tropicales y doce tormentas formadas durante el año. Nueve de estos sistemas tocaron tierra. Cindy, Harvey e Irene no afectaron tierra ni directa ni indirectamente.
El huracán Dennis causó millones de dólares en daños en el condado de Dade en Florida y produjo las mayores precipitaciones de esta temporada. La Depresión tropical Ocho causó el mayor daño, debido a las inundaciones en Texas a finales de agosto, y dio lugar a más muertes que cualquier otro ciclón tropical en esta temporada (cinco). Las depresiones tropicales Dos y Ocho causaron la mayoría de los daños y muertes, afectaron a Luisiana y Texas, respectivamente. Katrina fue la única tormenta con nombre que ocasionó víctimas mortales.

## Actividad de la temporada
La temporada 1981 fue de una actividad elevada con dieciocho depresiones tropicales y doce tormentas formadas ese año. La temporada se inició temprano, con la tormenta tropical Arlene formada el 6 de mayo. Arlene llegó a tierra en Cuba, siendo absorbida por una borrasca más tarde.
La depresión Tropical Dos se movió fuera del golfo de México y entró en el este de Texas el 5 de junio, produciendo precipitaciones localizadas y numerosos tornados sobre Luisiana antes de disiparse en el sudeste de Estados Unidos. La tormenta tropical Bret se formó como una onda subtropical en el océano Atlántico, y llegó a tierra en la península de Delmarva.
La Depresión Tropical Cuatro se formó en el golfo de México el 25 de julio, entrando en México al día siguiente, y provocando fuertes lluvias en el oeste de Texas, Oklahoma y Arkansas cuando sus restos se trasladaron a los Estados Unidos. La tormenta tropical Cindy se formó el 2 de agosto en el Atlántico y se convirtió en una ciclón extratropical el 5 de agosto. El huracán Dennis se formó el 7 de agosto cerca de Sudamérica. Dennis degeneró en una depresión mientras entraba en tierra en las Islas de Sotavento, pero recobró fuerza de tormenta tropical mientras cruzaba Cuba. Dennis se movió cerca del sureste de Estados Unidos desde la costa de Florida a Virginia, brevemente convertido en un huracán. Dennis se debilitó en una tormenta tropical y fue declarado ciclón extratropical el 22 de agosto.
La Depresión Tropical Siete se formó a mediados de agosto y se movió a través Islas de Barlovento antes de disiparse en la zona oriental del mar Caribe. La Depresión Tropical Ocho dio lugar a unas importantes inundaciones entre San Antonio y Houston el 30 y 31 de agosto, mientras pasaba a través de Texas y Luisiana. El huracán Emily se formó el 1 de septiembre al sudeste de Bermudas. Emily se fortaleció en huracán en el Atlántico Norte el 12 de septiembre. El huracán Floyd fue un huracán de categoría 3 que rozó las Bermudas, pero no causó daños. El huracán Gert se formó el 8 de septiembre, se fortaleció a un huracán de categoría 2 en la Escala Saffir-Simpson, y siguió el mismo recorrido que Floyd, disipándose cerca de las Azores. Harvey se convirtió en el huracán más fuerte de la temporada, alcanzando la categoría 4. Harvey nunca tocó tierra, pero los buques informaron de la fuerza de los vientos de la tormenta tropical. La Depresión Tropical Trece trajo ráfagas de fuerza de tormenta tropical a las Bermudas de mediados a finales de septiembre. El huracán Irene se quedó también en el mar, alcanzando la categoría 3 y se convirtió en extratropical a principios de octubre. Irene tocó tierra en Francia.
La Depresión Tropical Quince fue pequeña y bien organizada, mientras cruzaba el Atlántico antes de su debilitamiento a medida que avanzó a través del noreste del Caribe y del suroeste del Atlántico Norte, durante finales de septiembre y principios de octubre. La tormenta tropical José fue de corta duración. José nunca tocó tierra y se disipó el 1 de noviembre cerca de las Azores. El huracán Katrina se formó en el mar Caribe, y entró en Cuba después de alcanzar la categoría de huracán. Katrina fue la única tormenta nombrada que causó víctimas mortales. La última tormenta de la temporada, la tormenta subtropical Tres, se formó en el océano Atlántico el 12 de noviembre y se trasladó al norte, tocando tierra en Nueva Escocia y convirtiéndose en extratropical poco después.

## Tormentas

### Tormenta tropical Arlene
Arlene combinó varias características inusuales en una tormenta. Se formó el 6 de mayo, mucho antes del comienzo de la temporada normal de huracanes. Se desarrolló a partir de una perturbación que se trasladó desde el océano Pacífico por Centroamérica hasta el mar Caribe. A medida que la perturbación se movía al noreste a través del Caribe occidental, se convirtió en una depresión tropical, más tarde, el 7 de mayo, alcanzó fuerza de tormenta tropical cerca de la Islas Caimán. Arlene golpeó la parte oriental de Cuba en la noche del 7 de mayo, y al pasar por tierra se debilitó a una depresión. Se fortaleció brevemente sobre el sudeste de Bahamas, pero debilitado de nuevo fue absorbida por otro sistema. Los daños fueron mínimos.
Desde Arlene, solo dos ciclones subtropicales se han formado en mayo, en las temporadas de 1997 y 2007. Después de Arlene, el siguiente ciclón tropical con fuerza de tormenta tropical formado en mayo fue la tormenta tropical Arthur en 2008, el segundo después de un lapso de 27 años.

### Tormenta tropical Bret
Bret se formó a partir de una onda subtropical aproximadamente a 240 km de la costa de Carolina del Norte. La tormenta se trasladó hacia el oeste-noroeste, golpeando la tierra en el sur de Maryland el 1 de julio. Bret se debilitado significativamente poco antes de tocar tierra. La mayor cantidad de precipitaciones fueron de 114 mm en Gran Meadows, Virginia. No se informó de daños significativos.

### Tormenta tropical Cindy
Una depresión subtropical se desarrolló a lo largo de un frente frío organizándose en la tormenta tropical Cindy el 2 de agosto, en el Atlántico a mitad de camino entre Bermudas y Nueva Escocia. Cindy tuvo un movimiento este-noreste hasta convertirse en extratropical el 5 de agosto a medida que avanza sobre aguas más frías. La tormenta no afectó a tierra y no hubo daños conocidos.

### Huracán Dennis
Dennis comenzó como los típicos huracanes de Cabo Verde suelen hacer. Una onda tropical dejó la costa de África el 5 de agosto y se convirtió en la Tormenta Tropical Dennis el 7 de agosto cerca de Cabo Verde. A diferencia de la mayoría de esas tormentas, Dennis degeneró a una onda tropical antes de llegar a las Islas de Barlovento el 12 de agosto. Esta ola cruzó el Caribe, pasando por encima de Jamaica antes de llegar a la costa suroeste de Cuba el 15 de agosto.
Una vez cerca de Cuba, la onda comenzó una rápida organización, restructurándose en una tormenta tropical. Cruzó Cuba, y posteriormente se trasladó hacia el sur de Florida. Sobre Florida, la tormenta se estancó y se debilitó. El 19 de agosto, la tormenta tropical Dennis volvió al mar, barriendo la costa entre Carolina del Norte y del sur. Dennis alcanzó la fuerza de huracán antes de convertirse en extratropical el 22 de agosto.
La mayoría de los daños asociados a Dennis fueron debidos a las lluvias torrenciales causadas por su lento paso sobre Florida, y dos tornados también se formaron en Florida. El mayor nnivel de lluvia se registró cerca de Homestead, Florida, donde se midió 649,22 milímetros. Los daños en la agricultura en el condado de Dade, Florida se estimó en 15 millones de dólares (1981 USD). Las zonas costeras de las Carolinas también se vieron afectados por las lluvias torrenciales, así como por la erosión de las playas menores.

### Huracán Emily
El 1 de septiembre, una tormenta subtropical se convirtió en la tormenta tropical Emily al suroeste de Bermudas. Emily se trasladó hacia el noreste, cruzando la isla al día siguiente, pero la fuerza de los vientos fueron medidos por debajo de tormenta tropical. La tormenta siguió en general hacia el noreste y se fortaleció hasta alcanzar la categoría 1. El huracán Emily se debilitó durante recorrido por el Atlántico norte y ya no era identificable como un sistema meteorológico el 12 de septiembre. El huracán Emily causó la erosión de las playas en todo la costa este de los Estados Unidos, pero no se informó de otros daños.

### Huracán Floyd
Floyd tuvo por primera vez un seguimiento como una depresión tropical el 3 de septiembre cuando se organizó al este de las Islas de Sotavento. A medida que la depresión se trasladó al noroeste, causó fuertes lluvias. Las mayores precipitaciones fueron 14,5 cm en Antigua. Se fortaleció primero en una tormenta tropical, y después alcanzó la categoría de huracán el 7 de septiembre.
Floyd se dirigió al noreste, y pasó al sureste de las Bermudas como un huracán debilitado. Como una tormenta tropical, Floyd se trasladó al este a través del Atlántico hasta perder su identidad el 12 de septiembre.
No hubo daños asociados a Floyd. A pesar de que Bermudas se vio directamente afectada, la isla experimentó un huracán débil.

### Huracán Gert
Una depresión tropical se convirtió en la tormenta tropical Gert el 8 de septiembre, aproximadamente a 185 kilómetros al este de Guadalupe. Gert pasó a través de la región oriental de las Islas de Sotavento durante las siguientes horas, pero no se registraron significativos vientos. Al día siguiente, el centro de Gert se movió a través del este de Puerto Rico, donde causó de moderadas a fuertes lluvias.
Gran parte de la circulación de la tormenta se movió a través de la República Dominicana, causando un debilitamiento en el ciclón. Gert llegó al sureste de Bahamas antes de girar hacia el norte. Gert siguió girando, y al mismo tiempo fortaleciéndose. El 12 de septiembre, Gert pasó justo al norte de Bermuda, pero solo débiles vientos se registraron en la isla. La tormenta se debilitó y aceleró en un recorrido este-noreste. Se disipó el 15 de septiembre en las inmediaciones de las Azores.

### Huracán Harvey
Harvey se formó en el Atlántico central, alcanzando la fuerza del huracán solo unas horas después de convertirse tormenta tropical, el 12 de septiembre. Desde su posición inicial de unos centenares de millas al este de las Islas de Sotavento, Harvey se trasladó al noroeste. Su trayectoria comenzó a curvarse más al norte, y se consideró una amenaza a las Bermudas hasta que la curva continuó y se alejó de las islas. El recorrido de Harvey continuó hacia el oriente, y la tormenta se debilitó y se convirtió en extratropical, cuando se acercó a las Azores. Harvey no causó ningún daño.

### Huracán Irene
Irene se convirtió en una tormenta tropical a mitad de camino entre las Islas de Barlovento y Cabo Verde el 23 de septiembre, y su recorrido imitó el seguido por el huracán Harvey. La tormenta se movió hacia el noroeste, convirtiéndose en huracán el 25 de septiembre. Su recorrido inició una curva hacia el este y eventualmente hacia el nordeste.
La tormenta se debilitó y se convirtió en extratropical a principios de octubre. Los restos de la tormenta extratropical se movieron a través de Francia el 3 de octubre.

### Tormenta tropical José
José fue una tormenta tropical débil y de corta duración que se formó lejos de tierra el 29 de octubre. Se trasladó en general hacia el noreste antes de convertirse en subtropical y disiparse el 1 de noviembre cerca de las Azores.

### Huracán Katrina
Una depresión tropical se formó el 3 de noviembre en el oeste del mar Caribe cerca de 241 kilómetros (149,8 mi) al sur de las Islas Caimán. La depresión se trasladó al norte, hasta alcanzar fuerza de tormenta tropical a medida que avanza a través de las Islas Caimán. Katrina continuo  fortaleciéndose, llegando a fuerza de huracán mediodía antes de tocar tierra en Cuba. Un debilitado Katrina se trasladó a través del este de Cuba el 6 de noviembre. Después de que volver al mar, la tormenta aceleró hacia el noreste a través de las Bahamas. La circulación de Katrina se hizo pedazos y la tormenta se fusionó con un frente el 8 de noviembre.
El huracán Katrina mató a dos y causó grandes daños debidos a las inundaciones en la provincia de Camagüey en Cuba. Katrina fue la única tormenta tropical responsable de muertes en 1981.

## Estadísticas de la temporada
| Escala de huracanes de Saffir-Simpson                                               |
| Depresión tropical - Tormenta tropical - Cat. 1 - Cat. 2 - Cat. 3 - Cat. 4 - Cat. 5 |

| Nombre                      | Fechas activo                 | Categoría de tormenta en intensidad máxima | Vientos máx. (km/h) | Presión min (hPa) | ACE     | Áreas afectadas         | Áreas afectadas | Áreas afectadas | Daños (en millones USD) | Muertos |
| Nombre                      | Fechas activo                 | Categoría de tormenta en intensidad máxima | Vientos máx. (km/h) | Presión min (hPa) | ACE     | Lugar                   | Fecha           | Vientos (km/h)  | Daños (en millones USD) | Muertos |
| --------------------------- | ----------------------------- | ------------------------------------------ | ------------------- | ----------------- | ------- | ----------------------- | --------------- | --------------- | ----------------------- | ------- |
| Arlene                      | 6-9 de mayo                   | Tormenta tropical                          | 96,56               | 999               | 0,735   | Cuba                    | 8 de mayo       | 56,32           |                         |         |
| Arlene                      | 6-9 de mayo                   | Tormenta tropical                          | 96,56               | 999               | 0,735   | Isla Eleuthera, Bahamas | 8 de mayo       | 56,32           | 0                       | 0       |
| Bret                        | 29 de junio-1 de julio        | Tormenta tropical                          | 112,65              | 996               | 1,33    | Costa este de Virginia  | 1 de julio      | 96,56           | 0                       | 0       |
| Cindy                       | 2-5 de agosto                 | Tormenta tropical                          | 96,56               | 1002              | 1,52    | Ninguno                 | Ninguno         | Ninguno         | 0                       | 0       |
| Dennis                      | 8-22 de agosto                | Huracán categoría 1                        | 128,75              | 995               | 6,38    | Cuba                    | 16 de agosto    | 64,37           |                         |         |
| Dennis                      | 8-22 de agosto                | Huracán categoría 1                        | 128,75              | 995               | 6,38    | Florida                 | 18 de agosto    | 64,37           | 15                      | 0       |
| Emily                       | 31 de agosto-12 de septiembre | Huracán categoría 1                        | 144,84              | 966               | 14,9    | Ninguno                 | Ninguno         | Ninguno         | 0                       | 0       |
| Floyd                       | 3-12 de septiembre            | Huracán categoría 3                        | 185,07              | 975               | 13,8    | Ninguno                 | Ninguno         | Ninguno         | 0                       | 0       |
| Gert                        | 7-15 de septiembre            | Huracán categoría 2                        | 168,98              | 988               | 10,1    | Antillas Menores        | 8 de septiembre | 72,42           | 0                       | 0       |
| Harvey                      | 11-20 de septiembre           | Huracán categoría 4                        | 217,26              | 946               | 16,4    | Ninguno                 | Ninguno         | Ninguno         | 0                       | 0       |
| Irene                       | 21 de septiembre-3 de octubre | Huracán categoría 3                        | 193,12              | 959               | 22,2    | Ninguno                 | Ninguno         | Ninguno         | 0                       | 0       |
| José                        | 29 de octubre-2 de noviembre  | Tormenta tropical                          | 80,47               | 998               | 1,62    | Ninguno                 | Ninguno         | Ninguno         | 0                       | 0       |
| Katrina                     | 3-7 de noviembre              | Huracán categoría 1                        | 136,79              | 980               | 4,19    | Cuba                    | 6 de noviembre  | 104,61          |                         |         |
| Katrina                     | 3-7 de noviembre              | Huracán categoría 1                        | 136,79              | 980               | 4,19    | Isla Eleuthera, Bahamas | 6 de noviembre  | 80,47           | 110                     | 10      |
| Tres                        | 12-17 de noviembre            | Tormenta tropical                          | 112,65              | 978               | 0       | Ninguno                 | Ninguno         | Ninguno         | 0                       | 0       |
| Totales de la temporada     |                               |                                            |                     |                   |         |                         |                 |                 |                         |         |
| {{{num-ciclones}}} ciclones | 6 de mayo-17 de noviembre     |                                            | 217,26              | 946'              | '93,25' | 8                       | 8               | 8               | '125'                   | 10      |

## Energía Ciclónica Acumulada (ECA)
| ACE (104kt2) – Storm: Source | ACE (104kt2) – Storm: Source | ACE (104kt2) – Storm: Source | ACE (104kt2) – Storm: Source | ACE (104kt2) – Storm: Source | ACE (104kt2) – Storm: Source |
| ---------------------------- | ---------------------------- | ---------------------------- | ---------------------------- | ---------------------------- | ---------------------------- |
| 1                            | 22.2                         | Irene                        | 7                            | 4.19                         | Katrina                      |
| 2                            | 16.4                         | Harvey                       | 8                            | 1.62                         | José                         |
| 3                            | 14.9                         | Emily                        | 9                            | 1.52                         | Cindy                        |
| 4                            | 13.8                         | Floyd                        | 10                           | 1.33                         | Bret                         |
| 5                            | 10.1                         | Gert                         | 12                           | 0.735                        | Arlene                       |
| 6                            | 6.38                         | Dennis                       |                              |                              |                              |
| Total= 93.2578 (93)          |                              |                              |                              |                              |                              |

La tabla a la derecha muestra la Energía Ciclónica Acumulada (ECA) para cada ciclón tropical formado durante la temporada. El ECA es, a grandes rasgos, una medida de la energía del huracán multiplicado por la longitud del tiempo que existió, así como de huracanes particularmente intensos. Cuanto más tiempo dure y más intenso sea el huracán conllevará una ECA más alta. El valor de ECA solo se calcula para sistemas tropicales de 34 nudos (39 mph, 63 km/h) o más y tormentas tropicales fuertes.

## Nombres de las tormentas
Los siguientes nombres fueron usados para nombrar las tormentas que se formaron en el Atlántico Norte en el 1981. No se retiraron ningún nombre, por lo que fue utilizado nuevamente en el 1987. Fue la primera utilización de estos nombres desde el cambio de denominación después de 1978, con excepción de Arlene, Cindy e Irene que habían sido utilizados anteriormente en 1959, 1963, 1967 y 1971. Los nombres que no han sido asignados están marcados en gris.
| - Arlene - Bret - Cindy - Dennis - Emily - Floyd - Gert | - Harvey - Irene - José - Katrina - Lenny (sin usar) - María (sin usar) - Nate (sin usar) | - Ophelia (sin usar) - Philippe (sin usar) - Rita (sin usar) - Stan (sin usar) - Tammy (sin usar) - Vince (sin usar) - Wilma (sin usar) |

### Nombres retirados
Debido a la falta de importantes daños, La Organización Meteorológica Mundial decidió no retirar ningún nombre en 1981 por considerarse que ningún huracán provocó daños mayores y perdidas humanas considerables. Se utilizaron de nuevo en 1987.